# Catedral basílica de Nuestra Señora de Guadalupe (Sucre)
La Catedral basílica de Nuestra Señora de Guadalupe, también conocida como Catedral metropolitana de Sucre, es una edificación religiosa  ubicada en la Plaza 25 de Mayo de la ciudad de Sucre, capital de Bolivia.Fue declarada como parte del patrimonio cultural boliviano municipal en 2018.

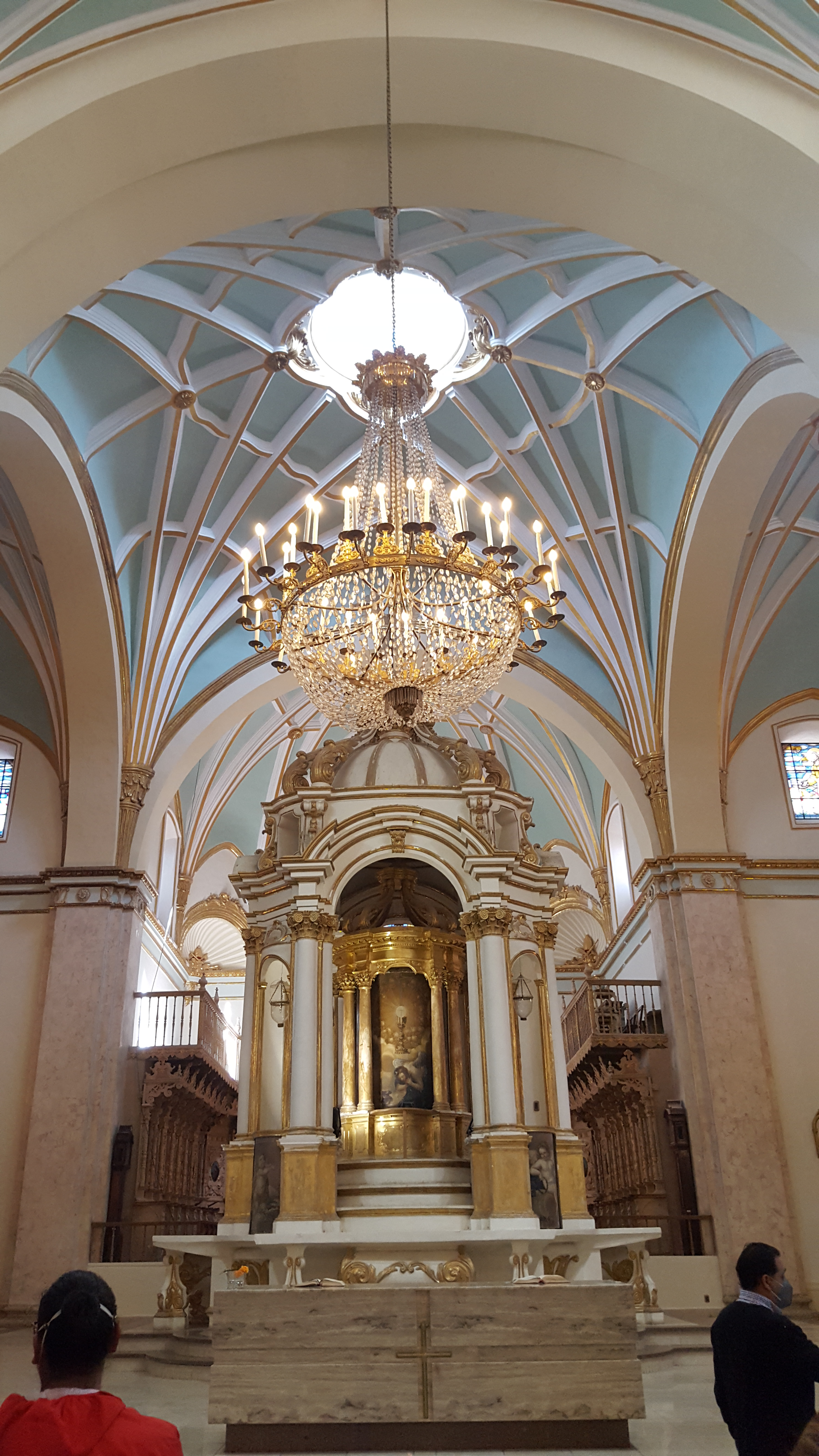
Baptisterio de la Catedral Metropolitana de Sucre (foto actual, posterior a la restauración).

## Historia
Su construcción se inició el año 1551 y continuó durante casi dos siglos después de varias reconstrucciones y ampliaciones. El templo tiene una mezcla de características arquitectónicas de los estilos renacentista, barroco, neogótico y neoclásico. En un sector de la Catedral funciona un museo de arte sacro (Museo de la Catedral) de los más importantes de Bolivia. Debido a este prolongado periodo de construcción combina un estilo barroco y renacentista con influencias mestizas.
Su torre tiene imágenes de los doce apóstoles y cuatro evangelistas trabajados en terracota y el Museo de la Catedral posee una de las mejores colecciones en Bolivia de Arte Sacro del siglo XVI al siglo XIX.

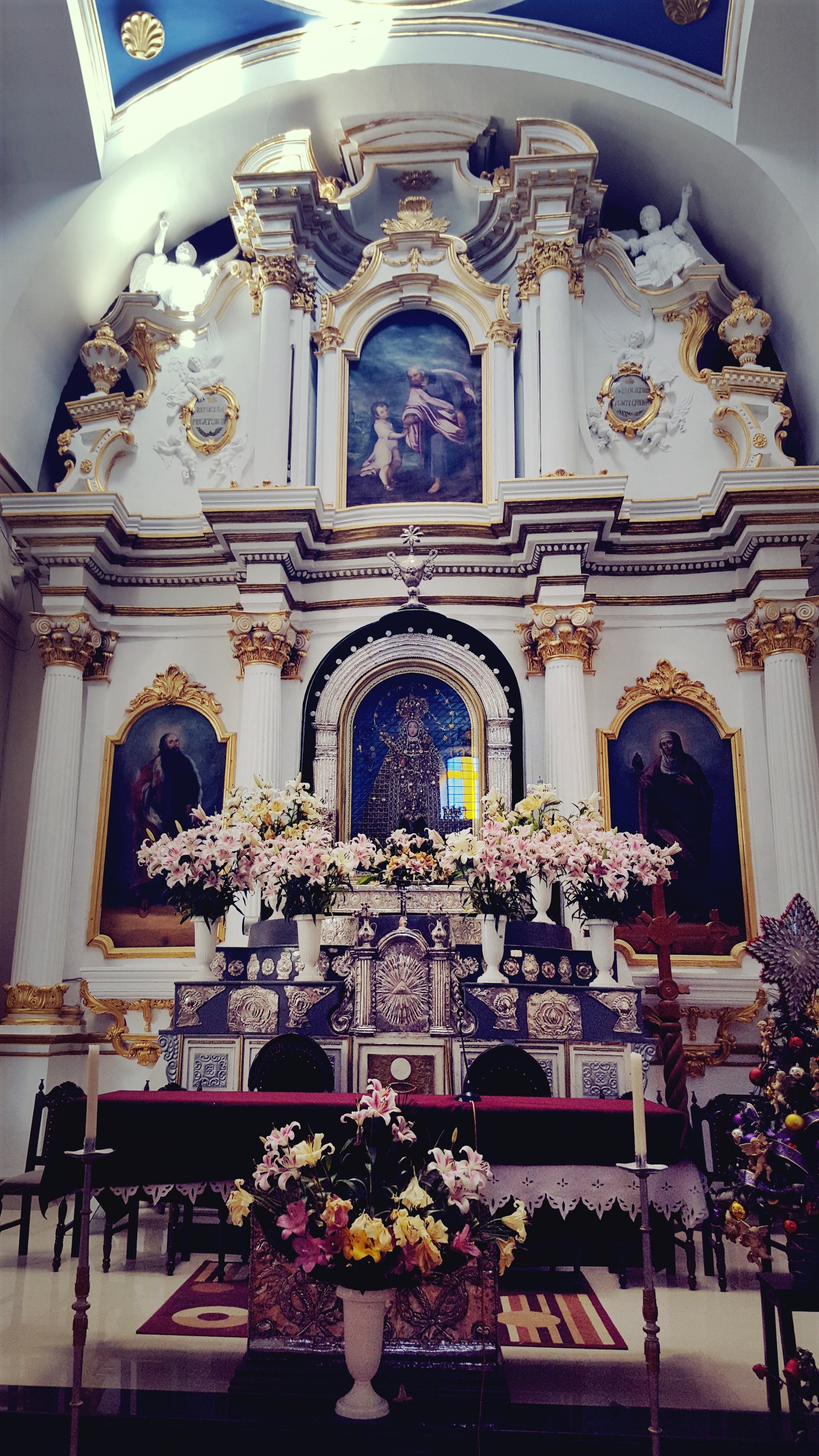
Altar de la Capilla de la Virgen de Guadalupe, con la imagen de "la Mamita de Guadalupe". (Foto actual, posterior a la restauración)

Junto a la catedral, se sitúa la capilla de la Virgen de Guadalupe (1617), que alberga la imagen de Nuestra Señora de Guadalupe, la patrona de la ciudad Sucre, pintada por Fray Diego de Ocaña en 1601. La población de Sucre ha cubierto de joyería y ornamentos esta imagen, en un manto se aprecia sobre la plancha de plata repujada piedras preciosas, perlas. Es conocida como la Mamita de Guadalupe.
Restos de personalidades ilustres y nobles se encuentran en las diferentes criptas.

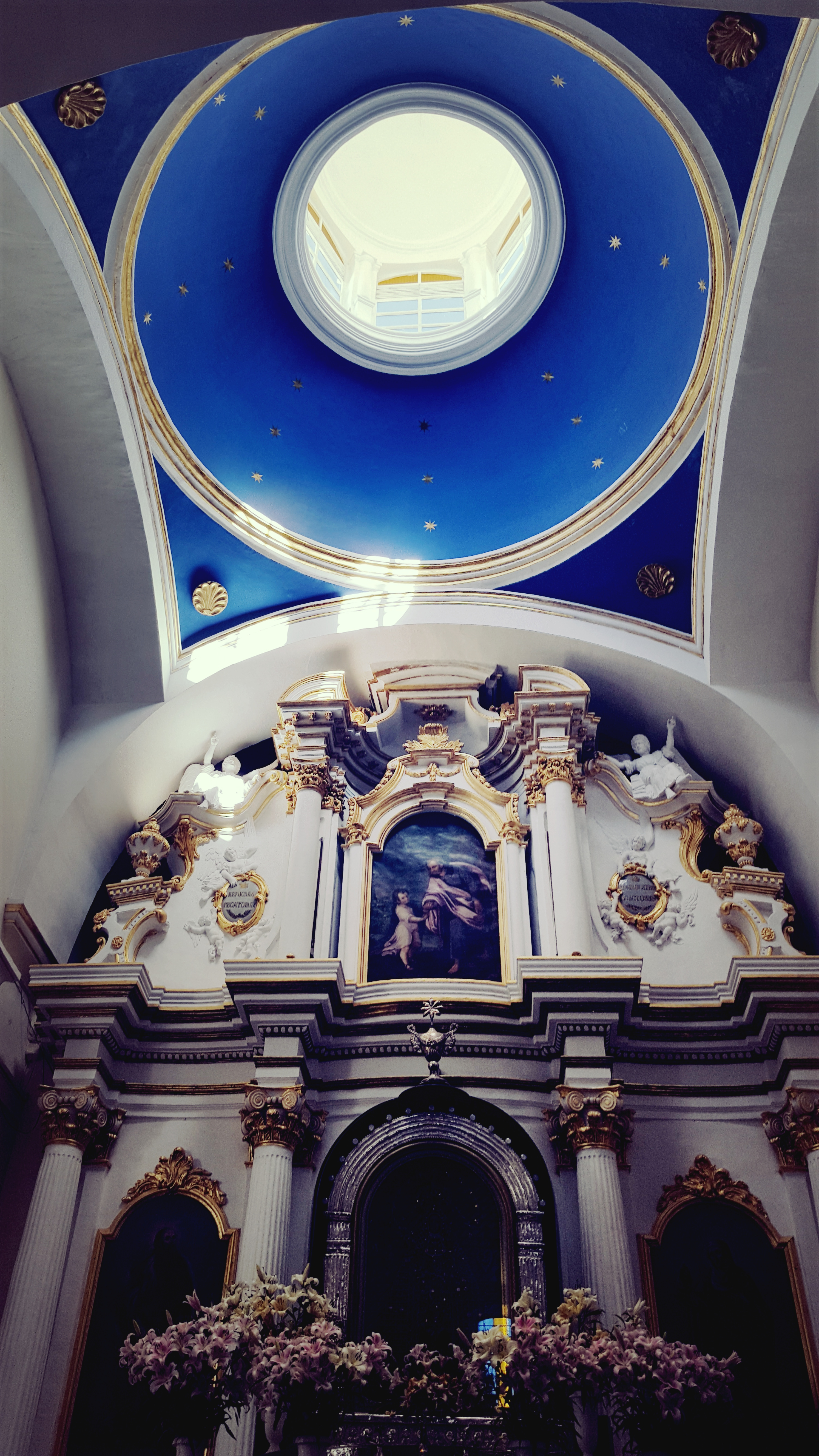
Baptisterio de la Capilla de la Virgen de Guadalupe. (Foto actual, posterior a la restauración)

En los últimos años, entre 2017 y 2021, se han realizado trabajos de conservación y restauración en el exterior del edificio (fachadas, torre, cubiertas y atrio) y en el interior. De igual manera se intervino en la Capilla de la Virgen de Guadalupe, al tratarse de la capilla más importante de este conjunto arquitectónico religioso.